# Nevera del Mas del Susagno
Nevera del Mas del Susagno o d'en Sord és un pou de glaç d'Arbolí (Baix Camp) inclòs a l'Inventari del Patrimoni Arquitectònic de Catalunya.

## Descripció
Estructura cilíndrica. N'ha desaparegut la cúpula i un bocí de la paret est nord-est, allà on probablement hi havia l'entrada horitzontal, al vessant dret de la rasa del Prat, també dita de la Nevera.
El cilindre estava revestit de pedra seca. Diàmetre: 6 metres. Profunditat: 6-7 metres a la paret oest, ben conservada.
Queda l'arrencada de l'arc que sostenia la cúpula. Al fons, hi ha terra i pedres i hi creix una alzina.
L'indret, pròxim a la part alta dels grans penya-segats que cauen damunt de les Guilletes (terme d'Alforja), aiguavessant del Camp, és particularment afectat pel fred i la boira a l'hivern. Sembla que cap el 1850 encara s'hi empouava.

## Història
L'acta del consell municipal d'Alforja del 27/07/1775 parla d'un pou de neu a Arbolí, sense indicar si es refereix al de les Guixeres o al del Mas del "Susagno". La discussió que va donar lloc a l'Acta tractava d'aclarir si Arbolí "deu entender-se ser montanyas de Pradas".